# Madeiragoudhaan
De madeiragoudhaan (Regulus madeirensis), vaak liefkozend het madeiragoudhaantje genoemd, is een zangvogel uit het geslacht van de goudhaantjes (Regulus).

## Verspreiding en leefgebied
De soort is endemisch in Madeira.
Tot 2003 werd deze vogel als ondersoort van het vuurgoudhaan gezien.